# Петровский (Змеиногорский район)
Петровский — упразднённый поселок в Змеиногорском районе Алтайского края. Входил в состав Карамышевского сельсовета. Исключен из учётных данных в 1985 году.

## География
Располагался на правом берегу реки Корболиха, в 6,5 км северо-западу от города Змеиногорска.

## История
Основан в 1726 г. В 1928 г. село Петровский Рудник состояло из 87 хозяйств. В административном отношении входило в состав Карамышевского сельсовета Змеиногорского района Рубцовского округа Сибирского края.
Решением Алтайского краевого исполнительного комитета от 14.08.1984 года № 245 поселок исключен из учётных данных.

## Население
В 1926 г. в селе проживало 385 человек (203 мужчины и 187 женщин), основное население — русские.